# آچاد
آچاد (به مجاری:  Acsád) یک سکونتگاه مسکونی در مجارستان است که در واش واقع شده‌است.